# ۱۱۰۲ (خورشیدی)
۱۱۰۲ هزار و صد و دومین سال هجری خورشیدی است.